# 華盛頓廣場公園
華盛頓廣場公園（Washington Square Park），是位於紐約市的一個公園，為曼哈頓格林威治村的主要地標，也是熱門的見面場地和藝文活動場地。公園內的噴泉已成為紐約市最著名的景點之一，當地居民和遊客都會前去拜訪。公園周邊的建築大多屬於紐約大學的財產，一些是紐約大學自行建設的，另一些是後來才變成教學用和住宅用的建築。紐約大學會租用華盛頓廣場公園作為畢業典禮的場地，以拱門為主要象徵，校方也希望此公園能成為校園的重心。早在1922年，紐約大學校長就預言，他們會接管整座公園獨自使用，但是目前並未成真。當地居民認為公園是其周邊社區最重要的一個場所，所以已發起多次大規模的活動來保存它。

## 地點與特色

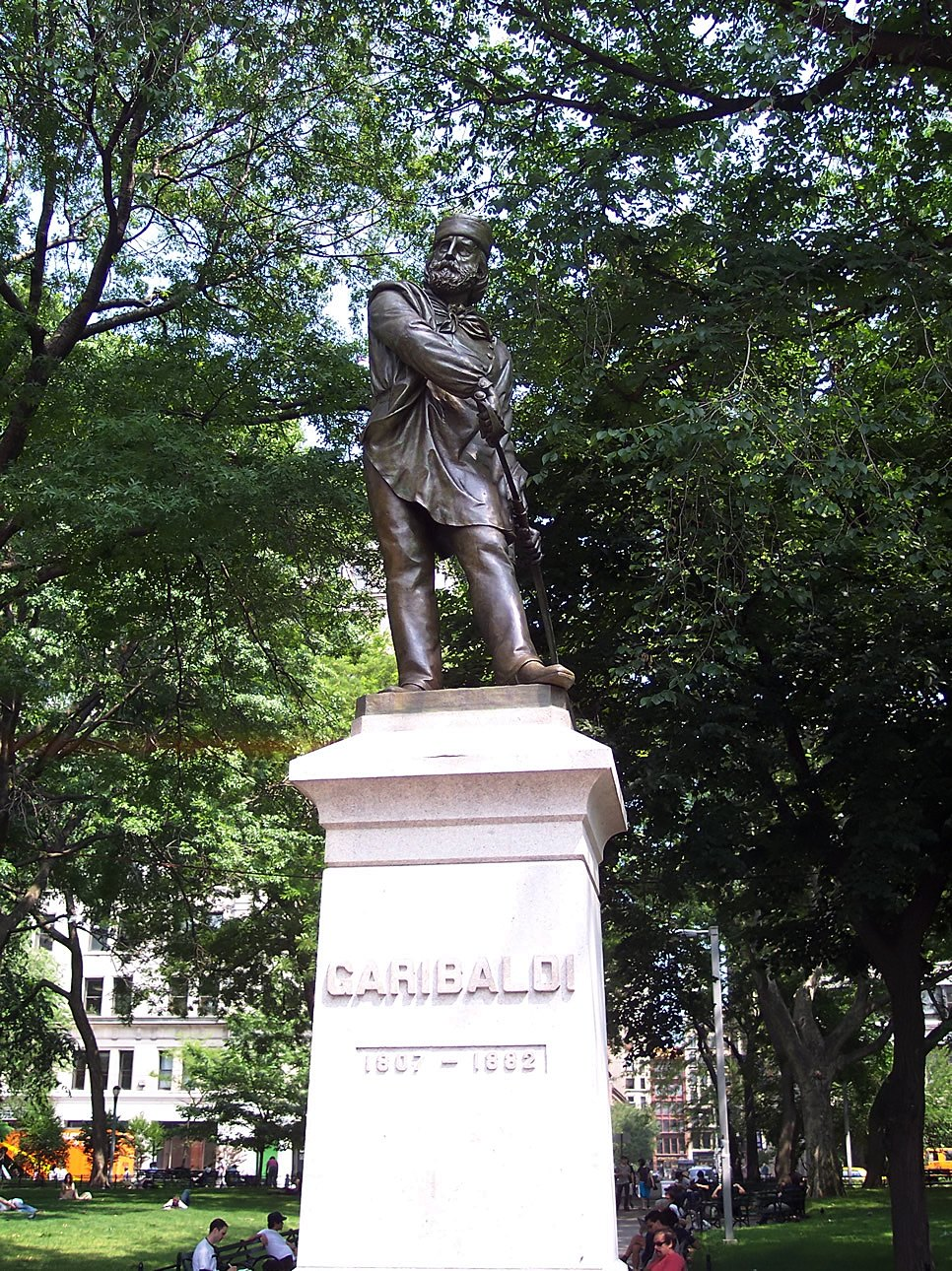
朱塞佩·加里波底雕像

此公園位在第五大道的尾端，北側邊界為Waverly Place；東側為University Place；南側為西4街；西側為麥克道格街（MacDougal）。
公園內雖有許多花草樹木，但因鋪設走道的關係，種植的面積不大。公園最顯赫的兩個特點為紀念華盛頓的拱門以及一個大型噴泉，其餘設施包含了孩童遊樂設施、樹木及花園、散步步道、下棋區、公園長椅、野餐桌以及紀念性的雕像。
園內雕像及古蹟紀念的人物包含喬治·華盛頓、朱塞佩·加里波底（義大利的一位愛國者和軍人）亞歷山大·利曼·荷利（Alexander Lyman Holley；一位資深的工程師，促進美國鋼鐵業的發展）。
紐約市警察局在此公園有裝設安全攝影機，紐約大學的公共安全部也會定時巡視公園，另外紐約市的公園管理部門也會派警衛來巡邏，因此公園成為美國最安全的都市裡犯罪率最低的地區的其中之一。

## 歷史

### 殖民時期的農地

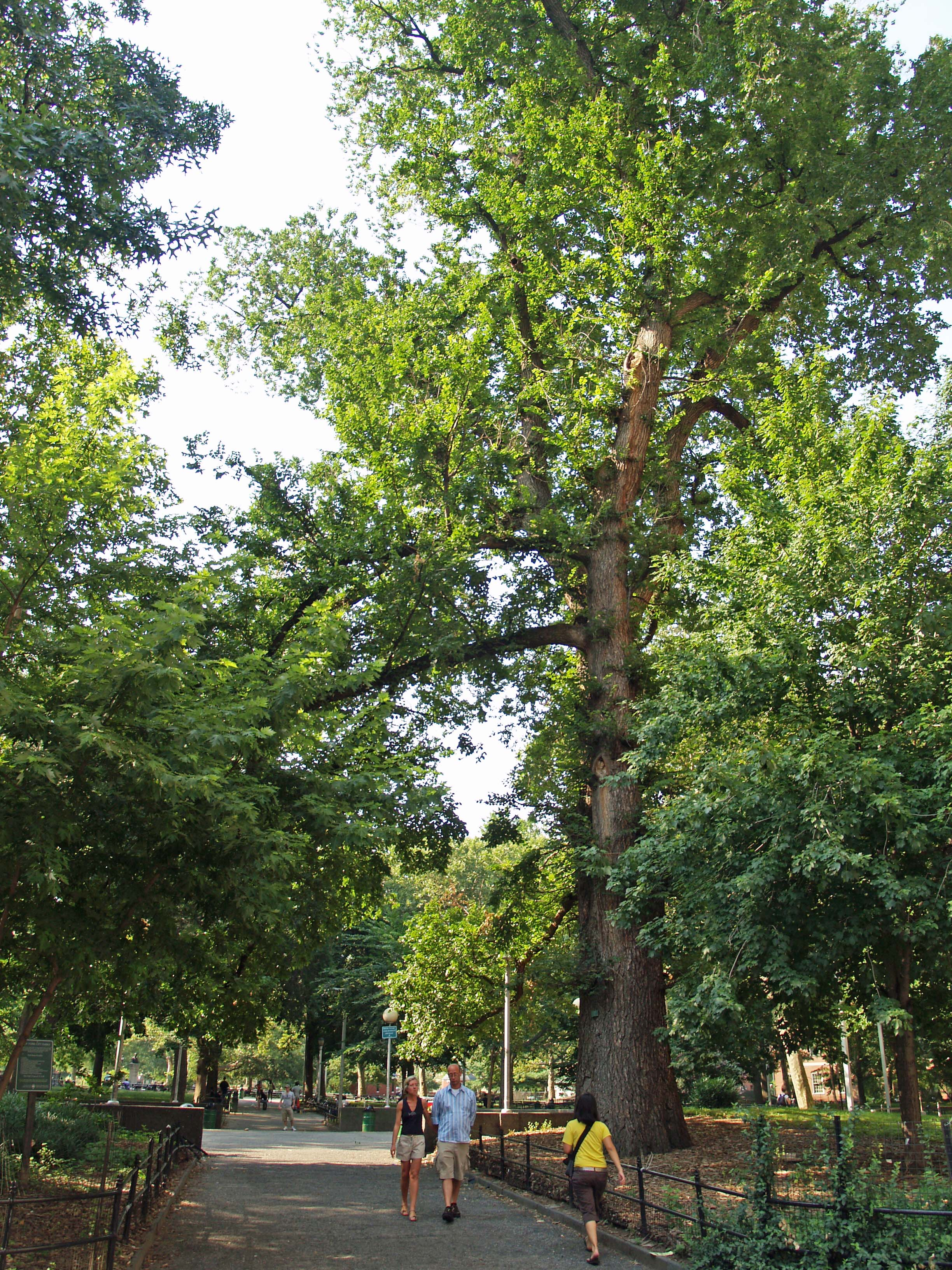
公園內有名的榆樹

這塊地原本被一個狹窄的沼澤地給切開，有一條Minetta小溪流過。17世紀早期，此地附近是一個印第安的部落，稱為「薩波卡尼肯」（Sapokanikan）或「菸草田」。17世紀中期，小溪的兩岸被荷蘭人作為田地開墾。

### 19世紀早期的墓園
1797年4月以前，此公園還是一塊農地，後來紐約州議會買下了Minetta小溪的東側土地作為公共墓園，主要埋葬無名屍或是貧民。19世紀早期，黃熱病疫情在紐約擴散開來，許多死於黃熱病的人也都葬於此地，因為離小鎮較遠，可避免傳染。
許多旅遊書裡面提到，公園西北側最大棵的榆樹曾是用來處絞刑的樹，不過這傳聞是錯誤的，那棵樹應在Minetta小溪的另一側。文獻裡目前只有一筆絞刑的紀錄，其他紀錄已不可考。
墓園於1825年關閉，至今仍有超過兩萬個屍體葬在華盛頓廣場。

### 華盛頓廣場的由來
1826年，市政府買下Minetta小溪西側的土地，將土地夷平之後，做為華盛頓軍隊遊行場地，成為民兵訓練的場所。1830年代，環繞在公園四周的街道成為紐約市最一流的住宅區，現今位於公園北側的仿希臘式的建築就是在那時期興建完成。 1849年和1850年，舊的遊行場地被重建為當地第一個真正的公園，新增了許多步道和新的圍牆。1871年，公園被納入新成立的紐約市公園部的管理之下，又被重建了一次，新增了彎曲的步道。

### 拱門的建設

華盛頓廣場拱門和中央噴泉的一景

1888年，為慶祝喬治·華盛頓就職美國總統的百年紀念，政府在公園北側的第五大道上搭了一個灰泥和木製的紀念拱門。因受到大眾的喜愛，1892年在公園內建了一座永久性的大理石拱門，由紐約建築師史丹佛·懷特（Stanford White）參考巴黎的凱旋門設計完成，拱門高77英呎（23公尺）。1918年，於北側加上兩尊喬治·華盛頓的雕像。

### 民歌表演、警察攻擊和披頭族暴動

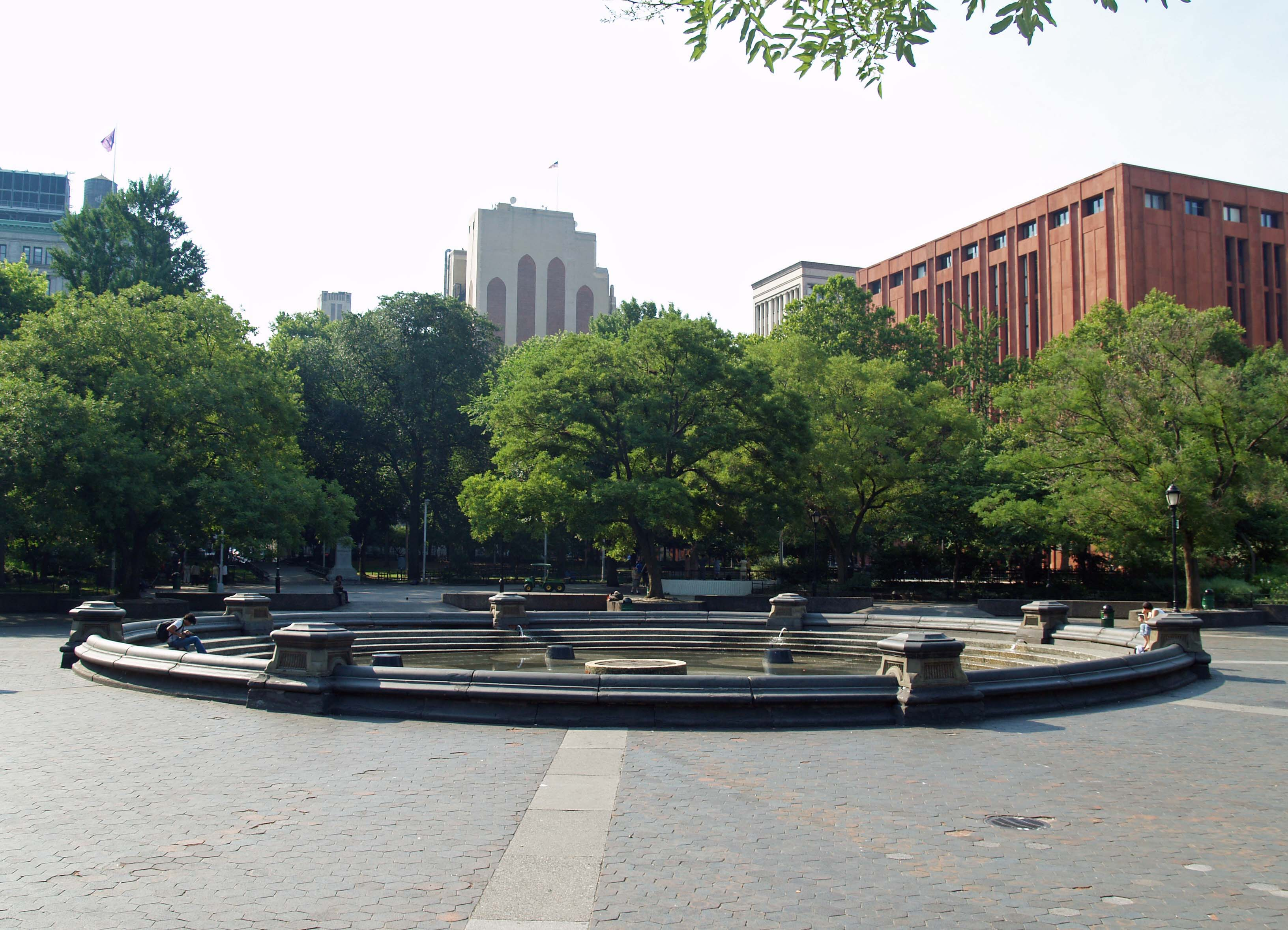
中央噴泉，右側是菲力普·強生設計的博斯特圖書館。

在第二次世界大戰後不久，民間音樂歌手開始在和暖的星期天的時候在華盛頓廣場公園中間的噴水池表演。這種表演最終導致該地區的藍領居民對這些歌手產生不滿。在此以後，市政府開始慢慢地對公眾使用公園的權設置限制。從1947年開始，在任何公園進行「公眾表演」必須領有許可證。當新的公園專員在1961年上任的時候，他拒絕了所有民間音樂歌手的星期日表演許可證申請。他拒絕的原因是「這些民歌歌手把很多『不受歡迎』的份子（意指黑人和披頭族）帶到公園裡」。
在1961年4月9日，民歌歌手和民歌中心東主依奇·杨在申請許可證失敗以後與500個音樂人在公園裡唱歌表演。他們然後遊行到當地的一間教堂示威。在示威完畢的時候，紐約警察局的防暴警察到達了公園，和開始毆打在場的平民。警察最後拘捕了十個人。

## 流行文化和政治活动

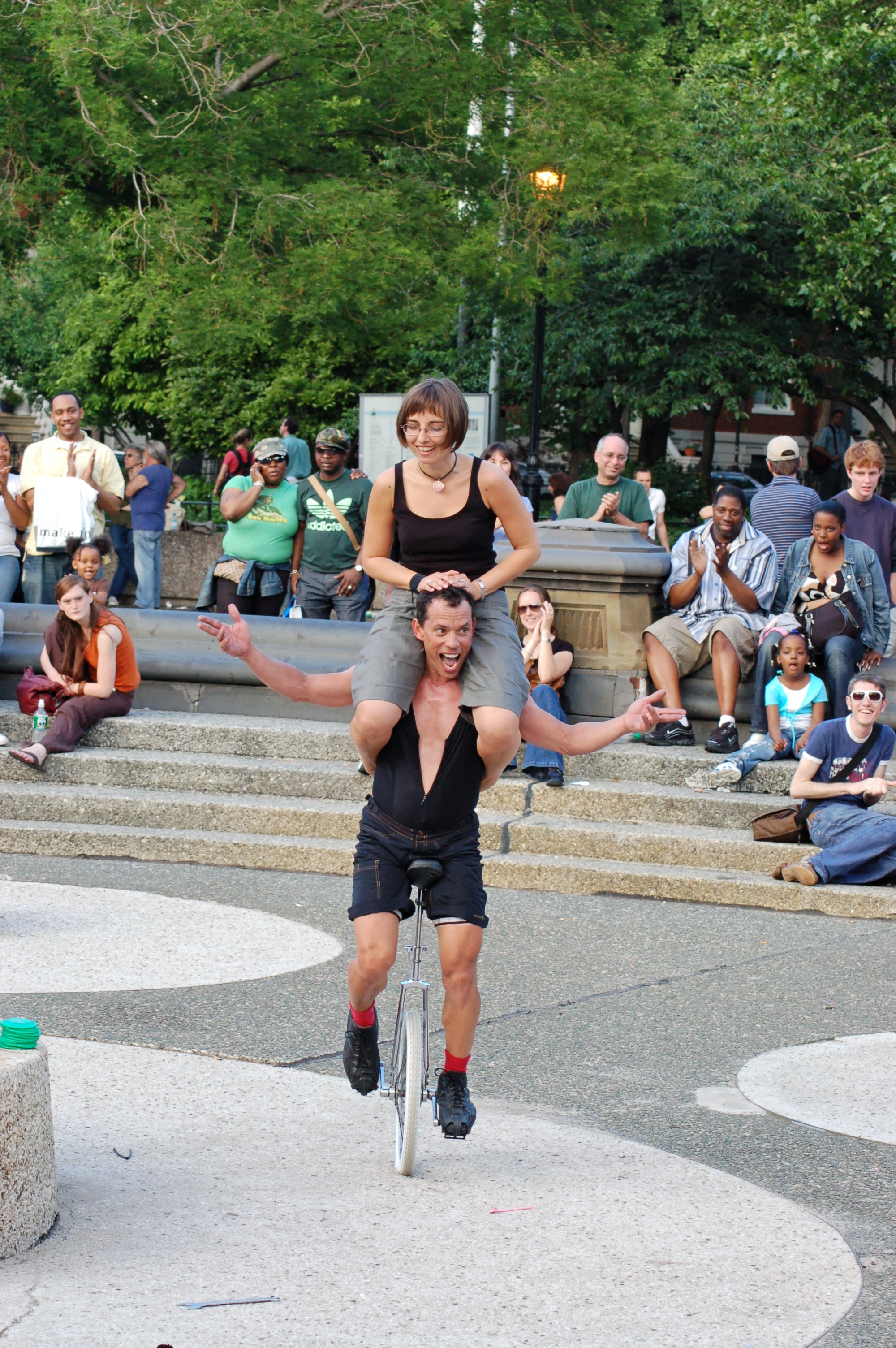
公園裡的街頭藝人

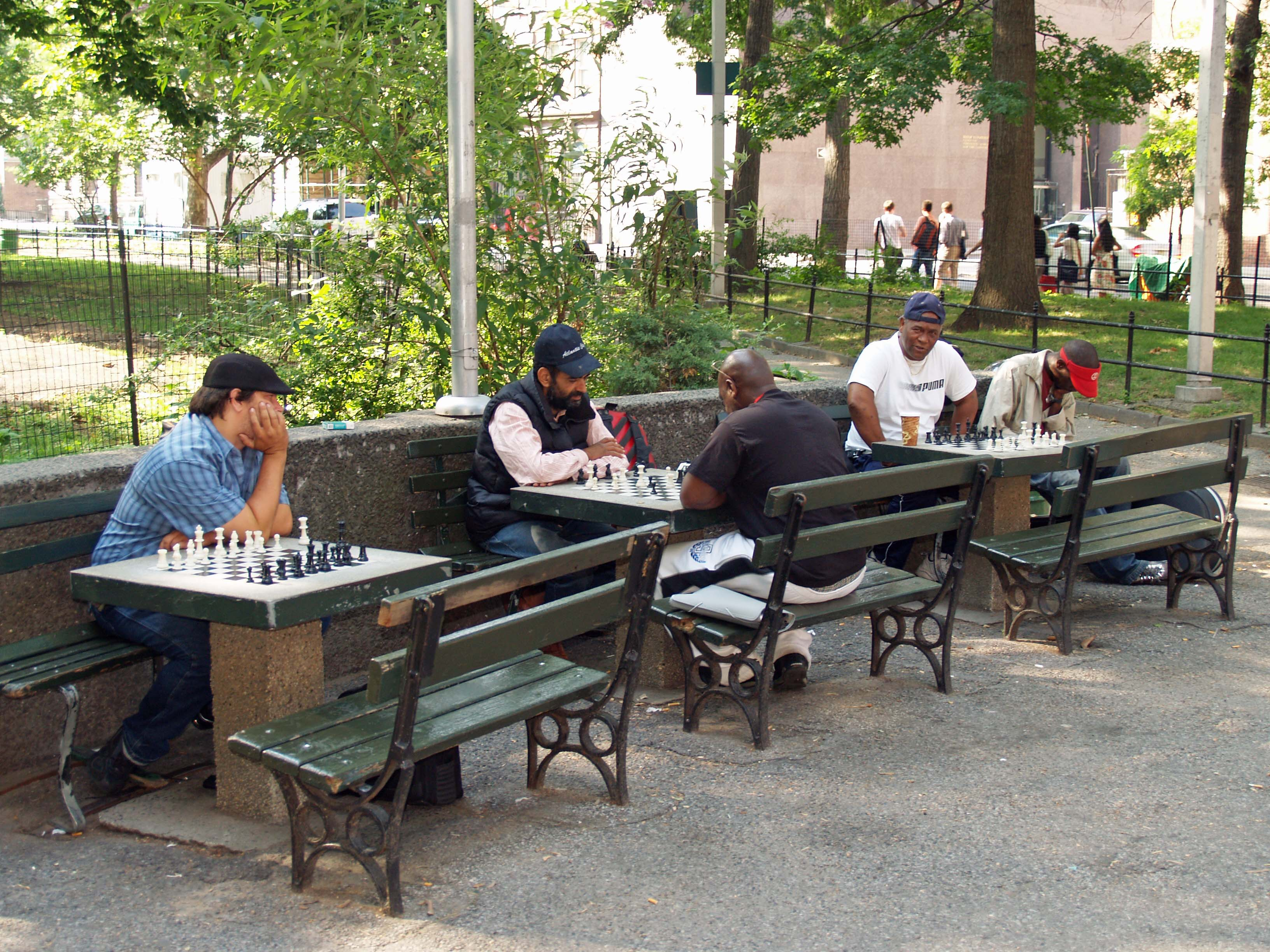
公園西南側的棋手

華盛頓廣場長久以來都是紐約市政治和文化的要點。
此地曾多次成為文學和音樂的展示場所。在二次大戰前後，許多美國藝術家、作家和行動主義者經常在此聚集，之後1950和1960年代，也是垮掉的一代和嬉皮活動的聚集處。
除了藝術活動之外，華盛頓廣場也經常在電影或電視影集中。知名影集裡，常插入紐約景色的鏡頭，此地為其中之一。2007年由威爾·史密斯主演的電影，當中主角的家兼實驗室就在華盛頓廣場旁。
公園的西南角有許多固定式的棋盤，經常有許多玩家到此比賽交流，有很多圍觀者。這些棋盤也是1994年電影《天生小棋王》（Searching for Bobby Fischer）裡的拍攝場景。同時，這街棋盤被稱為是曼哈頓「西洋棋特區」的基地，其周邊（湯馬森街，位在西3街和布里克街之間）有許多西洋棋商店，其中最古老的是Village Chess Shop，於1972年創立。
2007年9月27日，民主黨總統候選人在此舉行集會，有兩萬位民眾參加，現場相當的擁擠。《紐約時報》形容這場集會為「今年最大的造勢活動之一」。同時，歐巴馬的隨扈表示有超過兩萬名民眾在網站上報名參加此活動。雖然無法得知是否有這麼多民眾參加，從制高點向下看的話，的確是一場大型的造勢活動。

## 另見
- 紐約市
- 紐約大學

## 外部連結
- 關於華盛頓廣場公園的資訊 （页面存档备份，存于） @ 紐約市公園與休閒部網站 （页面存档备份，存于）
- 華盛頓廣場拱門：勝利的象徵（2001） （页面存档备份，存于）
- 保留華盛頓廣場公園 （页面存档备份，存于） - 反對公園改建計畫的網站
- 開放華盛頓廣場公園 （页面存档备份，存于） - 反對公園改建社區聯盟
- 華盛頓廣場公園1A階段考古評估
- 華盛頓廣場公園影片 （页面存档备份，存于） @ Youtube